# Nineta gevnensis
Nineta gevnensis är en insektsart som beskrevs av Canbulat och Kiyak 2003. Nineta gevnensis ingår i släktet Nineta och familjen guldögonsländor. Inga underarter finns listade i Catalogue of Life.